# Бёни, Феликс
Феликс Бёни (нем. Felix Böhni; род. 14 февраля 1958, Цюрих) — швейцарский легкоатлет, специалист по прыжкам с шестом. Выступал на профессиональном уровне в 1975—1988 годах, семикратный чемпион Швейцарии, победитель и призёр ряда крупных международных турниров, действующий рекордсмен страны, участник двух летних Олимпийских игр.

## Биография
Феликс Бёни родился 14 февраля 1958 года в Цюрихе, Швейцария. Занимался лёгкой атлетикой в столичном одноимённом клубе LC Zürich.
Впервые заявил о себе на международном уровне в сезоне 1975 года, когда вошёл в состав швейцарской сборной и выступил на юниорском европейском первенстве в Афинах, где в зачёте прыжков с шестом выиграл серебряную медаль, уступив лишь советскому прыгуну Александру Долгову.
В 1976 году одержал победу на чемпионате Швейцарии в Берне.
В 1977 году превзошёл всех соперников на международном турнире в Париже, занял пятое место на чемпионате Европы в помещении в Сан-Себастьяне, вновь выиграл чемпионат Швейцарии, получил серебро на юниорском европейском первенстве в Донецке — здесь его превзошёл другой представитель СССР Виктор Спасов.
В 1978 и 1979 годах Бёни ещё дважды выигрывал швейцарское национальное первенство.
Благодаря череде успешных выступлений в 1980 году удостоился права защищать честь страны на летних Олимпийских играх в Москве — на предварительном квалификационном этапе прыгнул на 5,15 метра, чего оказалось недостаточно для выхода в финал.
В 1981 году в очередной раз стал чемпионом Швейцарии в прыжках с шестом.
В 1982 году показал девятый результат на чемпионате Европы в Афинах.
Учился в США в Университете штата Калифорния в Сан-Хосе, в составе университетской команды San Jose State Spartans успешно выступал на различных студенческих соревнованиях, в частности в 1983 году выигрывал чемпионат Национальной ассоциации студенческого спорта (NCAA) в прыжках с шестом. Также в этом сезоне победил на чемпионате Швейцарии в Фрауэнфельде, а на соревнованиях в Берне установил ныне действующий рекорд страны на открытом стадионе — 5,71 метра (лишь в 2021 году рекорд сумел повторить Доминик Альберто). Бёни принимал участие во впервые проводившемся чемпионате мира по лёгкой атлетике в Хельсинки, где с результатом 5,40 закрыл десятку сильнейших.
В 1984 году прыгал с шестом на Олимпийских играх в Лос-Анджелесе — в финале показал результат 5,30 метра, расположившись в итоговом протоколе соревнований на седьмой строке.
В 1985 году в седьмой раз стал чемпионом Швейцарии в прыжках с шестом.
Завершил спортивную карьеру по окончании сезона 1988 года.